# (38743) 2000 QB185
2000 QB185 (asteroide 38743) é um asteroide da cintura principal. Possui uma excentricidade de 0.17595130 e uma inclinação de 2.74045º.
Este asteroide foi descoberto no dia 26 de agosto de 2000 por LINEAR em Socorro.